# Anemia (насекомое)
Anemia (лат.) — род жесткокрылых из семейства чернотелок.

## Описание
Все голени с двумя большими зубцами: близ вершины и близ середины наружного края.

## Систематика
В составе рода:
- Anemia brevicollis (Wollaston, 1864)
- Anemia dentipes (Ballion, 1878)
- Anemia pilosa Tournier, 1868
- Anemia sardoa (Géné, 1839)
- Anemia submetallica (Raffray, 1873)